# Подкаменник
Подкаменник — деревня в Череповецком районе Вологодской области.
Входит в состав Воскресенского сельского поселения (с 1 января 2006 года по 8 апреля 2009 года входила в Дмитриевское сельское поселение), с точки зрения административно-территориального деления — в Дмитриевский сельсовет.
Расстояние до районного центра Череповца по автодороге — 79 км.
Деревня Подкаменник зарегистрирована 9 февраля 1999 года. По данным переписи в 2002 году постоянного населения не было.